# اداوتاليلت (سميمو)
اداوتاليلت هي إحدى مشيخات المملكة المغربية، تتبع جغرافيا لإقليم الصويرة وإداريًا لسميمو. يقدر عدد سكانها بـ 1940 نسمة حسب الإحصاء الرسمي للسكان والسكنى لسنة 2004.